# شركة ينبع الوطنية للبتروكيماويات
شركة ينبع الوطنية للبتروكيماويات (ينساب) شركة مساهمة سعودية تنشط في مجال صناعة المواد البتروكيميائية.

## نشاط الشركة
تهدف الشركة إلى إنتاج مواد الإثيلين، البروبلين ، بولي إثيلين منخفض الكثافة، بولي إثلين عالي الكثافة، بولي بروبلين، إثيلين جلايكول، ميثيل ثالي بيوتيل الإثير، خليط المركبات العطرية.

## تاريخ الشركة
صدر قرار تأسيس الشركة في 12/1/1427 هـ ( 11 فبراير 2006) وهي باكورة الشركات المساهمة التي تنشئها شركة سابك بالتعاون مع المستثمرين المحليين وقد أكملت الشركة ترسية كافة عقود الإنشاءات لبناء مجمعها البتر وكيماوي في مدينة ينبع الصناعية
رأس المال المصرح به 5,625,000,000
عدد الأسهم المصدرة 562,500,000
عدد الأسهم الحرة 144,700,554
رأس المال المدفوع 5,625,000,000

## مجلس الإدارة

### رئيس مجلس الإدارة
- عبد الرحمن بن أحمد شمس الدين

### الأعضاء
- ماجد بن عبد الإله نورالدين - نائب رئيس مجلس الإدارة
- سميح بن سليمان الصحفي
- فيصل بن معيض آل بحير
- خالد بن إبراهيم الربيعة
- د. أحمد بن عبد الله المغامس
- إبراهيم بن محمد السيف

## الإدارة التنفيذية
- محمد بن علي بازيد ( المدير التنفيذي ) (الرئيس التنفيذي)